# Бонни и Клайд: Подлинная история
«Бонни и Клайд: Подлинная история» — телевизионный фильм 1992 года, сценарий и режиссёр Гэри Хоффман. В ролях Дана Эшбрук и Трейси Нидхэм в роли Бонни и Клайда. 100-минутный телевизионный фильм был снят на исторических местах преступления, связанных с парой в Восточном Техасе.

## Сюжет
Бонни Паркер рассталась со своим мужем, когда ей едва исполнилось восемнадцать. Клайд Бэрроу, красивый и обаятельный человек, влюблённый в Бонни, мелкий вор, «одалживает» автомобиль, чтобы научить Бонни водить машину. Он объединяется с У. Д. Джонсом, и уровень их преступности начинает быстро расти. Вскоре с ними втягивается Бонни из-за её любви к Клайду, и через короткий промежуток времени все начинают жаждать крови Бонни и Клайда.

## В ролях
- Трейси Нидэм в роли Бонни Паркер
- Дэна Эшбрук в роли Клайда Бэрроу
- Дуг Савант, как заместитель шерифа Тед Хинтон
- Билли Морриссетт в роли Уильяма Дэниела Джонса
- Майкл Боуэн в роли Бака Бэрроу
- Либби Виллари в роли миссис Причард

## Критика
Тони Скотт из газеты «Variety» сказал, что эта версия «концентрируется на предполагаемой невиновности и чувствительности пары; программа на удивление эффективна». Когда они начинают путешествовать вместе, Бонни — подросток, а Клайду — 20 лет. Скотт говорит, что главная ошибка этой версии — «превратить грязных Бонни и Клайда в пару симпатичных персонажей».